# تابع شیب

منحنی تابع شیب

تابع شیب (ramp function) یک تابع حقیقی است، که شکل منحنی آن مانند سطح شیب‌دار است. آن را می‌توان با تعاریف متعددی بیان کرد، به عنوان مثال برای ورودی‌های منفی مقدار خروجی صفر است و برای ورودی‌های غیر منفی، خروجی با ورودی برابر است. عبارت شیب همچنین می‌تواند برای سایر توابع بدست آمده از طریق تغییر مقیاس و انتقال‌دهی استفاده شود و این تابع در این مقاله تابع شیب واحد است (شیب ۱ با شروع از ۰).
این تابع کاربردهای بی‌شماری در ریاضیات و مهندسی دارد و بسته به متن به اسامی مختلفی به کار می‌رود.

## تعاریف
تابع شیب (+R(x): ℝ → ℝ 0) ممکن است از چند طریق به صورت تحلیلی تعریف شود. تعاریف ممکن عبارتند از:
- یک تابع چند ضابطه‌ای:
{\displaystyle R(x):={\begin{cases}x,&x\geq 0;\\0,&x<0\end{cases}}}
- تابع حداکثر:
{\displaystyle R(x):=\max(x,0)}
- میانگینِ یک متغیر مستقل و مقدار قدر مطلق آن (یک خط مستقیم با شیب واحد و مدول آن):
{\displaystyle R(x):={\frac {x+|x|}{2}}}

این را می‌توان با ذکر تعریف زیر از max(a,b) تعیین کرد،
{\displaystyle \max(a,b)={\frac {a+b+|a-b|}{2}}}
که برای آنها a = x و b = ۰
- تابع پله هویساید ضرب شده به یک خط مستقیم با گرادیان واحد:
{\displaystyle R\left(x\right):=xH(x)}
- کانولوشنِ تابع پله هویساید با خود:
{\displaystyle R\left(x\right):=H(x)*H(x)}
- انتگرال تابع پله هویساید:[۱]
{\displaystyle R(x):=\int _{-\infty }^{x}H(\xi )\,d\xi }
- براکت مَکالی:
{\displaystyle R(x):=\langle x\rangle }

## کاربردها

بازپرداخت و سود حاصل از خرید یک قرارداد اختیار معامله.

تابع شیب کاربردهای بی‌شماری در مهندسی دارد، مانند تئوری پردازش سیگنال دیجیتال.